# Тод
Тод (англ. tod) — старовинна англійська одиниця вимірювання маси вовни. Відома з п'ятнадцятого століття. Використовувалася в Англії і Шотландії, в наш час[коли?] не використовується. Приблизно дорівнює 28 торговим фунтам (13 кілограмам).
Середньоанглійською мовою — todd, todde. Сама назва, можливо, походить від давн.в-нім. zotta — «пучок волосся». Слово «tod» в англійській мові також позначає моток вовни (маловживане).